# Croatie triomphante
La Croatie triomphante (en croate : Uspješna Hrvatska) est une coalition politique croate centriste formée le 18 août 2015 pour les élections législatives de 2015. Elle n'existe plus.

## Composition
| Parti | Parti                                                                           | Députés élus |
| ----- | ------------------------------------------------------------------------------- | ------------ |
|       | Parti populaire - Les Réformistes Narodna stranka - Reformisti                  | 1 / 151      |
|       | En avant la Croatie - Alliance progressiste Naprijed Hrvatska-Progresivni savez | 0 / 151      |